# Dương Danh Dy
Dương Danh Dy (chữ Hán: 楊名易, 1934 – 2018) là nhà ngoại giao, cựu Tổng lãnh sự Việt Nam tại Quảng Châu, Trung Quốc, học giả hàng đầu Việt Nam trong nghiên cứu về vấn đề Trung Quốc. Ông được coi là một trong những người Việt Nam hiểu Trung Quốc nhất cũng như những dã tâm đối với Việt Nam của Chính quyền Trung Nam Hải.

## Sự nghiệp
Dương Danh Dy xuất thân dòng dõi nhà nho, có cụ là Dương Đình Lập  từng giữ chức Tuần phủ Thái nguyên và Đốc học Hà Nội, và ông ngoại là Nguyễn Hữu Cầu ô Cử nhân Đông tác, một trong những sáng lập viên của Trường Đông Kinh Nghĩa Thục.
Sau khi tốt nghiệp đại học, ông làm đại diện thương mại Việt Nam ở Đại sứ quán Việt Nam tại Bắc Kinh. Những hiểu biết về Trung Quốc của ông khiến Lưu Đoàn Huynh, một cán sự ở sứ quán chú ý, hai người sau đó trở thành bạn thân. Khi về nước, Lưu Đoàn Huynh giới thiệu Dương Danh Dy với Hoàng Bảo Sơn, Vụ trưởng Vụ Trung Quốc và ông đã theo về Bộ Ngoại giao sau khi nói chuyện với Hoàng Bảo Sơn. Khi về Bộ Ngoại giao, ông làm cán sự, rồi chuyên viên Bộ Ngoại giao, tư vấn cho lãnh đạo Bộ Ngoại giao về tình hình Trung Quốc. Thứ trưởng Nguyễn Cơ Thạch đánh giá cao Dương Danh Dy và ông cũng là người trực tiếp ảnh hưởng đến con đường tiến thân của Dương Danh Dy, với tư cách là một chuyên gia về Trung Quốc.
Phong cách nghiên cứu về Trung Quốc của ông (khác với những người đi trước) là nghiên cứu tổng thể, từ lịch sử, chính trị, kinh tế đến quan hệ song phương. Ông nắm rõ mục tiêu các Đại hội Đảng của Trung Quốc. Dương Danh Dy và Lưu Đoàn Huynh là hai cán sự rồi chuyên viên duy nhất được tham dự giao ban cấp vụ của Bộ Ngoại giao. Ông nhận vai trò Bí thứ thứ nhất Đại sứ quán Việt Nam tại Bắc Kinh vào tháng 9-1977, thời điểm mà xung đột giữa Việt Nam và Trung Quốc đang bị đẩy dần tới đỉnh điểm, chỉ hơn một năm trước cuộc Chiến tranh biên giới Việt – Trung 1979; và, rời Trung Quốc năm 1996, thời kỳ hữu nghị sau Hội nghị Thành Đô, khi đang làm Tổng lãnh sự Việt Nam tại Quảng Châu.
Dương Danh Dy là người được Thứ trưởng Ngoại giao Trần Quang Cơ trao tận tay hai tập đánh máy cuốn Hồi ức của ông. Sau khi giúp ông Trần Quang Cơ hoàn chỉnh cuốn Hồi ức, chính ông Dương Danh Dy là người đã công bố cuốn Hồi ức nói chi tiết nhất về các chuyển động trước Hội nghị Thành Đô này (khi Thứ trưởng Trần Quang Cơ còn sống). Năm 2006, sau khi đọc xong cuốn Hồi ức của nguyên Thứ trưởng Ngoại giao Trần Quang Cơ, nguyên Thủ tướng Chính phủ Việt Nam Võ Văn Kiệt đã tìm gặp Dương Danh Dy hỏi chi tiết để hiểu rõ về những việc ngành ngoại giao và Nguyễn Cơ Thạch làm trong thời kỳ bị cấm vận và bình thường hóa với Trung Quốc.
Dương Danh Dy qua đời vào ngày 18 tháng 9 năm 2018, thọ 84 tuổi.

## Tác phẩm

### Sách
1. Tuyển tập truyện cực ngắn hay Trung Quốc (tuyển chọn), Nhà xuất bản Thanh niên, 2008.

### Sách dịch
1. Người Trung Quốc và nhưng hiểu lầm về lịch sử, tác giả Kỳ Ngạn Thần.
2. Vai trò của Chu Ân Lai tại Genève năm 1954.
3. Hồi ký của những người trong cuộc (2002).

### Báo chí
1. Nhớ lại đêm 17 tháng 2 năm 1979 (BBC, ngày 18/2/2009)
2. Hậu quả tai hại của Hội nghị Thành Đô.

## Nhận định của Dương Danh Dy
| “               | Hơn 20 năm sau Hội nghị Thành Đô, nay có dịp nhìn lại vấn đề, người ta sẽ thấy "ngộ" ra được một số điều mà ngay từ khi được phổ biến "kết quả" của Hội nghị, những người quan tâm đến tình hình đất nước lúc đó đã ít nhiều biểu thị sự không đồng tình. | ” |
| — Dương Danh Dy | |   |

## Đánh giá về Dương Danh Dy
| “                                                                          | Không chỉ tiếp xúc được với nhiều nhân chứng lịch sử, nhờ rất thông thạo tiếng Trung, Dương Danh Dy có lẽ là người Việt Nam đọc được nhiều nhất các tài liệu, sách báo, nhật ký, hồi ký có liên quan tới Việt Nam của các lãnh đạo và nhà ngoại giao Trung Quốc. Cho dù có rất nhiều bạn bè người Hoa, ông Dương Danh Dy chưa bao giờ mơ hồ về chính quyền Bắc Kinh…Trí tuệ, tâm huyết và nhiệt thành yêu tổ quốc, Dương Danh Dy không chỉ là một nhà ngoại giao mà còn là một nhà Trung Quốc học. Các công trình của ông vừa giúp người Việt nhìn thấu tâm can "bạn vàng" vừa nhận ra cả những sai lầm của chính mình sau vừa đúng 7 thập niên dùng gạch đá và máu để đắp đường biên vô sản. | ” |
| — Huy Đức (trích bài viết trên facebook cá nhân, ngày 19 tháng 9 năm 2018) | |   |

| “                                                                                       | Ông ấy qua đời là tổn thất lớn vì ông ấy có hiểu biết sâu rộng về Trung Quốc, đánh giá chuẩn xác về chính sách của Bắc Kinh đối với Hà Nội, cũng như quan hệ Việt-Trung. Theo như tôi hiểu, những gì ông ấy biết thì đều viết ra cả, chứ không giữ lại, Đương nhiên trong công tác nghiên cứu thì có những gai góc nhưng ông ấy không tránh né vấn đề. Có thể nói những ý kiến của ông Dương Danh Dy cũng như của ông Nguyễn Trọng Vĩnh đều rất xác đáng. | ” |
| — Nguyễn Trung, cựu đại sứ Việt Nam tại Thái Lan (trả lời BBC ngày 19 tháng 9 năm 2018) | |   |

| “ | Ông Dy là một trong những cây đa, cây đề, những nhà nghiên cứu gạo cội về chính sách đối ngoại của Trung Quốc và Trung Quốc đương đại còn sót lại. Khi làm việc, ông luôn tìm cách tạo sự khác biệt trong cách nhìn nhận, đánh giá, cách viết và cách trình bày những suy nghĩ của mình và đây là cách mà những người làm việc cùng có thể học được ở chú rất nhiều. Còn một điểm khác rất ít thấy ở người lớn tuổi và nhất là người nghiên cứu Trung Quốc là ông rất tôn trọng các ý kiến xác đáng, dựa trên cơ sở nghiên cứu của các cán bộ trẻ, có năng lực, mặc dù đó là ý kiến hay quan điểm khác biệt. | ” |
| — Hoàng Anh Tuấn, Phó tổng thư ký Asean, cựu đại sứ đặc mệnh toàn quyền Việt Nam tại Indonesia viết trên trang cá nhân, BBC dẫn lại ngày 19 tháng 9 năm 2018 | |   |